# Thomas Lieb
Thomas John Lieb, född 28 oktober 1899 i Faribault i Minnesota, död 30 april 1962 i Los Angeles, var en amerikansk friidrottare.
Lieb blev olympisk bronsmedaljör i diskus vid sommarspelen 1924 i Paris.